# شینی (بلژیک)
شینی (به فرانسوی: Chiny) شهری در شهرستان ویرتن که در استان لوکزامبورگ در منطقه فدرال والوون در کشور بلژیک واقع شده‌است.